# Feistritz ob Bleiburg
Feistritz ob Bleiburg (slovenska: Bistrica pri Pliberku)  är en ort och kommun i Österrike. Den ligger i distriktet Völkermarkt i förbundslandet Kärnten, 220 km sydväst om huvudstaden Wien. Den gränsar i söder och i sydöst mot Slovenien. Kommunkontoret ligger i St. Michael ob Bleiburg.
Kommunen består av 15 orter (Ortschaften) (inom parentes invånarantal 1 januari 2024):

- Dolintschitschach (53)
- Feistritz ob Bleiburg (299)
- Gonowetz (326)
- Hinterlibitsch (48)
- Hof (220)
- Lettenstätten (135)
- Penk (200)
- Pirkdorf (91)
- Rischberg (0)
- Ruttach-Schmelz (18)
- St. Michael ob Bleiburg (596)
- Tscherberg (100)
- Unterlibitsch (57)
- Unterort (107)
- Winkel (16)